# Dryophilinae
Dryophilinae là một phân họ của họ bọ cánh cứng thuộc họ Ptinidae.